# Louis Bachelier
Louis Jean-Baptiste Alphonse Bachelier ([baʃəlje]; 11. března 1870 – 28. dubna 1946) byl francouzský matematik. Průlomová je jeho disertace Teorie spekulace (Théorie de la spéculation, vydáno roku 1900), ve které jako první matematicky analyzoval stochastický proces (Brownův pohyb). Tyto poznatky navíc použil pro analýzu pohybu cen akcií, takže je považován za průkopníka teorie náhodných procesů a matematických financí. Jako profesor působil Bachelier na několika vysokých školách, stálou profesuru získal roku 1927 na univerzitě v Besançonu, kde zůstal deset let až do svého odchodu na odpočinek.